# Plocamionida tylotata
Plocamionida tylotata är en svampdjursart som beskrevs av Brøndsted 1932. Enligt Catalogue of Life ingår Plocamionida tylotata i släktet Plocamionida och familjen Hymedesmiidae, men enligt Dyntaxa är tillhörigheten istället släktet Plocamionida och familjen Anchinoidae. Arten är reproducerande i Sverige. Inga underarter finns listade i Catalogue of Life.